# Jean-Joseph Vinache

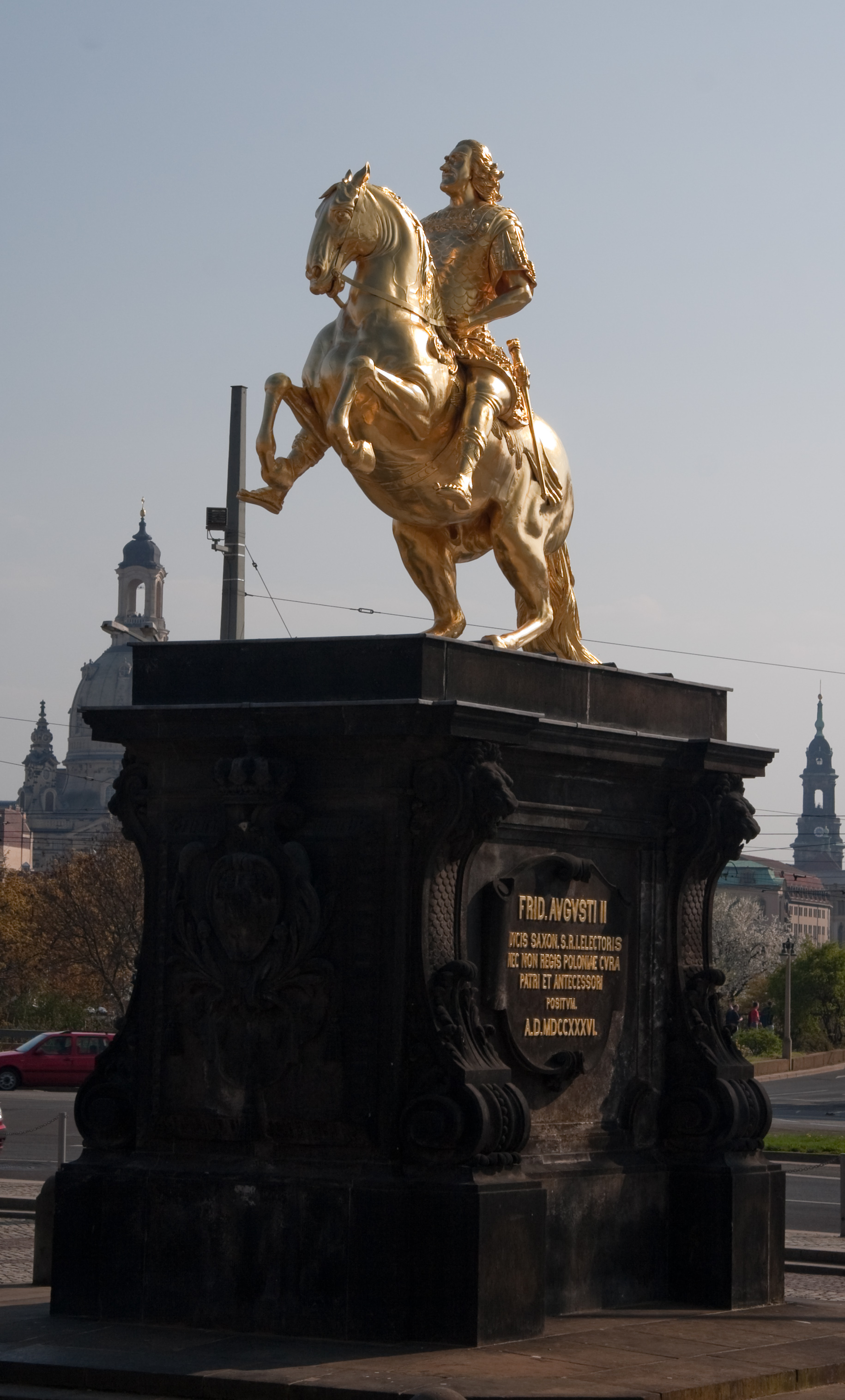
Goldener Reiter, Dresde

Jean-Joseph Vinache  fue un escultor francés de la primera mitad del siglo XVIII, nacido el año 1696 en París y fallecido en la misma ciudad 1 de diciembre de 1754 en la misma ciudad.

## Datos biográficos
Hijo del fundidor napolitano Giuseppe Vinaccia (1653 - hacia 1717); se reclamó en 1728 la presencia de Vinache en Dresde, para trabajar al servicio de Augusto II de Polonia con la finalidad de concluir el monumento ecuestre comenzado por François Coudray (1678–1727). Este célebre monumento, conocido como el caballero dorado (Goldener Reiter), está inspirado en el monumento ecuestre de Luis XIV realizado por Gian Lorenzo Bernini, y de él circulan numerosas reproducciones en bronce en escala reducida. Realizó muchas otras esculturas para la corte de Sajonia, entre ellas un Apolo en pie apoyado en su lira (en francés: Apollon debout appuyé sur sa lyre - bronce conservado museo de escultura de Dresde; terracota en la sala 23 de escultura francesa del Louvre).

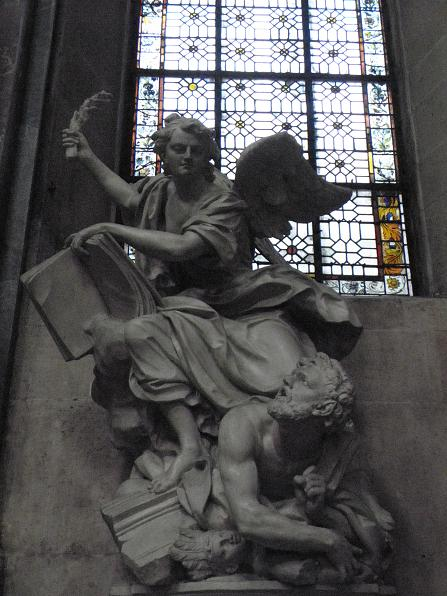
L'Ange de la Religion foudroyant l'Idolâtrie, París, iglesia Saint-Paul-Saint-Louis.

Regresó a Francia en 1736 y fue inmediatamente agregado a la Real Academia de Pintura y Escultura; posteriormente fue recepcionado como miembro en 1741. Para obtener la admisión realizó una escultura como pieza de presentación (del francés: "morceau de reception"), titulada Hércules encadenado por el Amor - Hercule enchaîné par l'Amour (mármol, París, Musée du Louvre; réplica visible en Christies Lagerfeld Mónaco, venta del 28 de abril de 2000). Recibió numerosos encargos por parte del departamento de Edificios del Rey, incluyendo Versalles. Estuvo a cargo de la ejecución del grupo escultórico titulado El Ángel de la Religión atacando la Idolatría (en francés: L'Ange de la Religion foudroyant l'Idolâtrie - París, Iglesia de Saint-Paul-Saint-Louis (fr)), instalada al costado de La Religión instruyendo a un indio del escultor Nicolas-Sébastien Adam, que hacen referencia a las Misiones jesuíticas en el Nuevo Mundo. Charles Lenormant de Tournehem le encargó un grupo bajo el título Dos niños se disputan las flores junto a un jarrón roto (Deux enfants se disputant un bouquet près d'un vase rompu - mármol, 1747, París, museo del Louvre; escayola presentada en el salón de 1747), terminado por el escultor de Metz Nicolas-François Gillet, y que adorna desde entonces los jardines del castillo de Menars (fr) 47°38′20″N 1°24′37″E / 47.63889, 1.41028. Este grupo encantador se inspiró en el famoso grupo Niños de la cabra - Enfants à la chèvre del escultor Jacques Sarazin (París, Museo del Louvre), que Vinache había tenido la oportunidad de copiar y restaurar.